# Musée archéologique de l'université de Lorraine
Le musée archéologique de l'université de Lorraine (MAUL) est un musée universitaire situé à Nancy, qui dépend de l'université de Lorraine, et qui abrite une collection d'objets archéologiques.

## Histoire du musée
Le noyau du musée remonte à 1904, avec sa fondation par Paul Perdrizet, professeur d’archéologie et d’histoire de l’art à l’université de Nancy. Il se trouvait à l'époque à l’angle de la place Carnot et de la rue de Serre, dans l’ancien bâtiment de la bibliothèque universitaire.
La plupart de ses 470 moulages de statues grecques et romaines ont été détruits par un bombardement allemand, le 31 octobre 1918. Jusqu'en 1945 les collections du musée sont conservées. En 1939-1940, devant l'avancée allemande, elles sont mises sous caisse. Nombre d'entre elles seront perdues durant la guerre. Encore aujourd'hui des objets de la collection sont restitués au musée.
Les collections actuelles, complétées par des dons, dépôts et acquisitions, se trouvent depuis 1965 dans le bâtiment A du campus Lettres et Sciences humaines de Nancy.
Le 17 février 2018, une exposition temporaire sur l'usage des autels dans les sacrifices antiques est présentée par Sandrine Huber, ancienne conservatrice du musée. Cette exposition se termine le 15 janvier 2019. Des conférences sont également organisées depuis 2015 au Maul.
En juin 2018, le lieu devient un musée-école qui offre un espace pédagogique pluridisciplinaire pour les étudiants et enseignants de sciences humaines et sociales. Après trois ans de travaux collaboratifs, le nouveau musée-école est inauguré le 26 juin 2018.

## Collections
Sur les 650 objets exposés, plus de 400 appartiennent à l'université ; la plupart des autres sont des dépôts du musée du Louvre.
Le musée expose notamment des céramiques grecques et étrusques, des lampes à huile, des statuettes en terre cuite, des objets en métal et des monnaies romaines.
Plusieurs meubles d'exposition ont été conçus par les établissements Émile Gallé dont Perdrizet avait épousé la fille.
Il est ouvert tous les jours de la semaine lors de l'année universitaire, avec le soutien de l'association étudiante Cercle d'histoire de l'art et d'archéologie. Les étudiants de l'association présentent les collections du musée au public, lors de visites, ou d'accompagnements des visiteurs,.